# Sierp bojowy

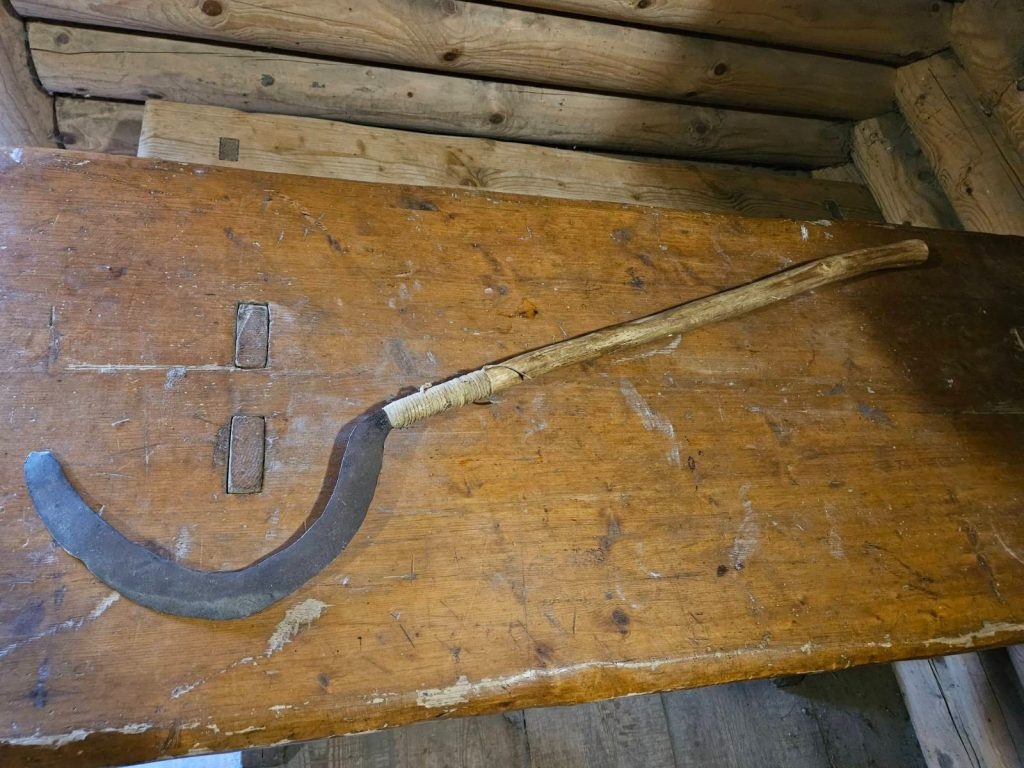
Sierp bojowy na wystawie w Muzeum Archeologicznym w Gdańsku.

Sierp bojowy – broń drzewcowa używana od XV do XVII wieku, przez zachodnioeuropejską piechotę chłopską i plebejską (husyci w XV w. i powstańcy chłopscy w Niemczech w I połowie XVI wieku). Był to zwykły sierp gospodarski osadzony na długim drzewcu.